# منى سلامة
منى سلامة (المنصورة، 1985م) هي كاتبة وروائية مصرية تميزت كتاباتها بالطابع الرومانسي الاجتماعي، الفانتازيا، والواقعية السحرية. نشرت لها العديد من المؤلفات أشهرها: «كيغار» و«قزم مينورا» و«من وراء حجاب» و«ثاني أكسيد الحب». وهي حاصلة على المركز الثاني في «جائزة القلم الذهبي» عام 2025م عن روايتها «بنسيون عجب هانم».

## حياتها
ولدت منى سلامة بالمنصورة عام 1985. التحقت بكلية الطب البيطرى بجامعة المنصورة وتخرجت منها في عام 2008.
بدأت في الكتابة على الإنترنت من عام 2013، وصدر لها أربع روايات إلكترونية: مزرعة الدموع، قطة في عرين الأسد، جواد بلا فارس، والعشق الممنوع. بدأت في الكتابة تحت اسم مستعار «بنوتة أسمرة» في منتدى شهير وصدر لها أول رواية مطبوعة «كيغار» بمعرض القاهرة الدولي للكتاب 2015 عن دار عصير الكتب للنشر والتوزيع.

## أعمالها
- بنسيون عجب هانم: رواية صدرت عام 2024م.
- كيغار: تتناول الرواية عالم العشوائيات، نسج أحداث الرواية من قهر وآلام ومعاناة فئة مهمشة من المصريين، كما تتناول الحياة داخل المؤسسات العقابية «الأحداث» من قوانين جائرة، وانتهاكات مُحرمة غير آدمية، تعانى منها نزيلات تلك المؤسسات، ثم تنتقل إلى سيوة ووصف عادات أهلها وتقاليدهم.[4] ويغلب عليها الطابع الاجتماعى الرومانسى. نشرت عام 2015 عن دار عصير الكتب للنشر والتوزيع.

- قطة في عرين الأسد: الرواية الثانية للكاتبة منى سلامة تدور أحداثها بين القاهرة والصعيد عن الحب والفقد والموت والالتزام وقصص كثيرة وشخصيات متعددة.[5]

- قزم مينورا: نُشرت عام 2016 عن دار عصير الكتب للنشر والتوزيع.[6][7]

- مزرعة الدموع: قصة فتاة ملتزمة اجبرها والدها على زيجة انتهت بالفشل لتهرب وعائلتها للعمل في مزرعة طبيبة بيطرية فيقع في حبها رجل الأعمال الغني مالك المزرعة. نشرت عام 2014 عن دار عصير الكتب للنشر الاليكترونى.[8][9]

- جواد بلا فارس: نشرت إليكترونيًا عام 2013.[10][11]

- العشق الممنوع: الرواية محاكاة لقصة المسلسل التركى «العشق الممنوع».[12][13]

- من وراء حجاب: الرواية تجمع بين الرومانسية والفانتزيا والطابع الاجتماعي، فهي واقعية سحرية. وقد روي عن منى سلامة قولها «إن هذه الرواية هي مغامرة إنسانية عن تغييب العقل والإيمان بكل شيء حولنا دون بينة وتدقيق النظر فيه.»[14] تم نشرها في عام 2017 عن دار عصير الكتب للنشر والتوزيع.[15]

- ثاني أكسيد الحب: رواية اجتماعية إنسانية، عن العلاقة بين الرجل والمرأة بصفة عامة، والعلاقات الزوجية وطرق تلافي الصدامات خاصة في سنوات الزواج الأولى, ومحاولة فهم كل منهما لاختلافات الآخر، يدور جزء كبير من أحداثها في النوبة بأسوان حيث الطبيعة الساحرة شديدة الخصوصية، تم نشرها في عام 2018 عن دار عصير الكتب للنشر والتوزيع.

- بلاد تركب العنكبوت: رواية خيال علمي، تدور حول الجانب المظلم لمواقع التواصل الاجتماعي، والعوالم الافتراضية، تم نشرها في عام 2019 عن دار عصير الكتب للنشر والتوزيع.

- القصر الأسود: رواية اجتماعية إنسانية، لا تخلو من حِس المغامرة والتشويق، تدور أحداثها بين القرية المصرية والعاصمة عام 1952، قبيل سقوط الحُكم الملكي في مصر، من خلال قصة لأحفاد يحاولون تنفيذ وصيَّة جدهم الباشا للعثور على الكنز، تم نشرها في عام 2020 عن دار عصير الكتب للنشر والتوزيع.

- رايات الشوق - الرواية الأولى من سلسلة احكي يا دنيازاد: رواية رومانسية اجتماعية، عن أختين توأم, تختلف كل واحدة منهما تمامًا عن الأخرى في الطباع والتفكير, رغم تماثلهما في الشكل، تدور أحداثها فوق أرض الفيروز - العريش - سيناء، تم نشرها في فبراير عام 2021 عن دار عصير الكتب للنشر والتوزيع.

- جثة في بيت طائر الدودو: رواية واقعية سحرية، عن "لوط" الطبيب السوداوي الذي اعتزل العالم بكل مساوئه وفضائله، وفقد ثقته في الناس والحياة، في إحدى الليالي يستيقظ ليعثر على جثة في فراشه، تنتقل الليلة من تفصيلة غرائبية إلى أخرى، خاصة عندما تطرق بابه فتاة غريبة تحمل حقيبة قماشية تسَع العالم، تم نشرها في يونيو عام 2021 عن دار عصير الكتب للنشر والتوزيع.

- عناق برائحة الورق: رواية فنتازيا، عن رجل وامرأة يلتقيان في أغرب مكان قد يلتقي فيه بشريان؛ بين سطور رواية، وذلك في البلد الذي يمنَع النطق بالحاء، وعن الفأر كي, والفأرة ري اللذين يسعيان لإنقاذ أهل هذا البلد، وإعادة الحاء إلى العقول والكتب، تم نشرها في عام 2023 عن دار عصير الكتب للنشر والتوزيع.

## الجوائز
حصلت على جائزة المركز الثاني في النسخة الأولى من «جائزة القلم الذهبي» في السعودية عام 2025م عن روايتها «بنسيون عجب هانم».

## وصلات خارجية
- حفل توقيع رواية «قزم مينورا» للكاتبة منى سلامة